# Sasa veitchii
La Sasa veitchii, o Kumazasa (クマザサ, 隈笹 en japonès), és una espècie de bambú, del gènere Sasa de la família de les poàcies, ordre de les poals, subclasse Commelinidae, classe Liliopsida, divisió Magnoliophyta. Hi ha controvèrsia amb alguns botànics, que relacionen la Kumazasa amb altres espècies del gènere Sasa: S.senanensis "Rehd"  Arxivat 2010-08-31 a Wayback Machine., S.albo-marginata  Arxivat 2016-03-04 a Wayback Machine..
Es tracta d'un bambú originari del Japó. En aquest país hi està molt estès, i el color de les seves fulles seques hi predomina entre la tardor i la primavera següent. És una planta de talla mitjana molt elegant i apreciada per les seves qualitats decoratives.

## Descripció
Es fa de manera natural en ambients muntanyosos del nord del Japó, encara que també és cultivat en jardins. Acostuma a fer entre un i dos metres d'alçada, i les seves fulles tenen uns 20 centímetres de longitud i de 4 a 5 d'amplada.

## Usos

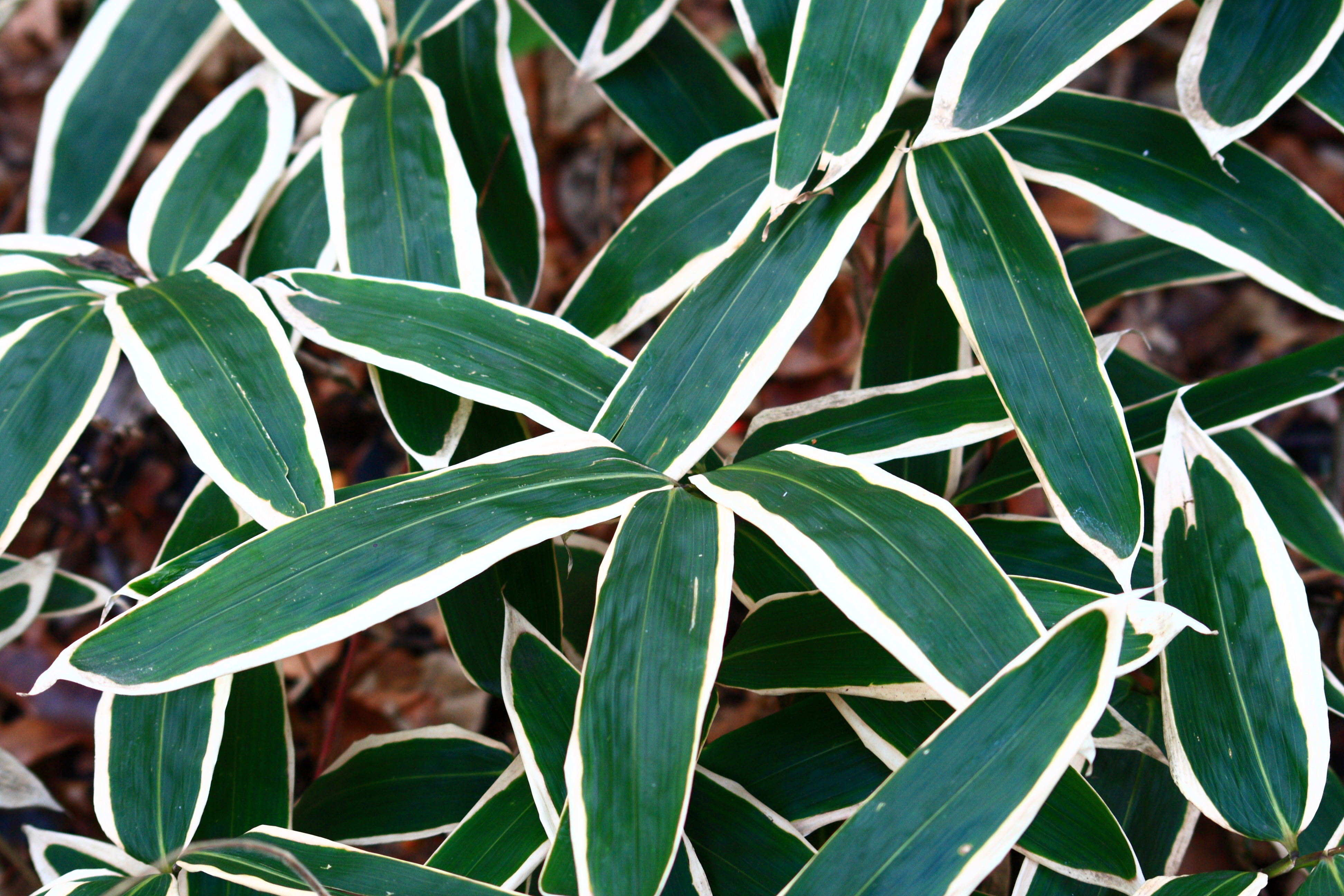
S.veitchii a finals de tardor (Farmington, Connecticut)

La Kumazasa és tinguda per una planta amb múltiples qualitats medicinals i antisèptiques. Molt apreciada, les seves fulles seques permeten elaborar un te de característiques medicinals, i es venen en botigues de productes naturals. S'empra en el tractament de la pressió alta i la diabetis.